# Corujinha-sapo
Corujinha-de-barrete ou corujinha-sapo (Megascops atricapilla) é uma espécie de ave estrigiforme pertencente à família Strigidae.
A espécie é por vezes posicionada no género Otus.

## Taxonomia e sistemática
A corujinha-sapo é monotípica . Faz parte de um complexo de espécies M. gilesi, M. roboratus, M. watsonii e talvez outras espécies não descritas.

## Descrição
A corujinha-sapo tem por volta de 22 centímetros de comprimento. Os machos pesam 115 a 140 gramas e as fêmeas até 160 gramas. Ocorre nas formas marrom, ruiva e cinza. Todos possuem um disco facial claro com uma borda escura distinta, uma coroa enegrecida e tufos em "orelha" proeminentes. A cor dos olhos varia do marrom escuro ao âmbar. As partes superiores do morfo marrom são marrom escuro com manchas claras e vermiculação. A asa dobrada mostra uma linha de manchas claras. As partes inferiores são mais claras com marcações irregulares. Os outros dois morfos são mais vermelhos e mais acinzentados, respectivamente.

## Distribuição e habitat
A corujinha-sapo é encontrada no sudeste do Brasil, sudeste do Paraguai e extremo nordeste da Argentina. Ele habita uma variedade de paisagens, especialmente floresta de várzea e incluindo floresta com vegetação rasteira espessa, bordas, floresta aberta e floresta secundária. Na parte norte de sua extensão, é encontrada desde o nível do mar até pelo menos 600 metros de altura, mas no sul apenas a 300 metros

## Comportamento

### Alimentando
A corujinha-sapo geralmente caça no dossel da floresta, procurando presas em um poleiro, mas também caça frequentemente em vegetação rasteira. Sua dieta é principalmente de insetos e provavelmente também inclui pequenos vertebrados.

### Reprodução
A estação reprodutiva da corujinha-sapo parece incluir outubro e novembro, mas não foi totalmente definida. Nidifica em cavidades de árvores, tanto naturais como feitas por pica-paus. Pode ser semicolonial, já que foi registrado nidificando próximo a outros de sua espécie.

## Status
A IUCN avaliou a coruja-guincho-de-bico-preto como sendo menos preocupante. Seu número populacional e tendência são desconhecidos. “Parece exigir áreas bastante grandes de floresta em algumas áreas, e pode não ser capaz de sobreviver em reservas florestais remanescentes”.